# Чернышов, Андрей Владимирович
Андре́й Влади́мирович Чернышо́в (род. 3 февраля 1973, Киев, Украинская ССР, СССР) — российский актёр театра и кино, телеведущий.

## Биография
Андрей Чернышов родился 3 февраля 1973 года в Киеве в семье педагогов. Отец был директором школы, а мать — его классным руководителем. Бабушка Андрея была медиком и мечтала, чтобы внук пошёл по её стопам. Она приносила из больницы шприцы, бинты, вату, а Андрей «лечил» своего плюшевого мишку. После окончания третьего класса вместе с семьёй переехал жить в Читинскую область. Окончив среднюю общеобразовательную школу в 1990 году, уехал в Москву поступать в театральное училище.
В 1994 году окончил Высшее театральное училище (институт) имени М. С. Щепкина при Государственном академическом Малом театре России (курс Риммы Гавриловны Солнцевой).
В 1994—2006 годах — актёр Московского государственного театра «Ленком».
Известен зрителям по работам в телесериалах «Свободная женщина» (обе части), «Две судьбы», «Дама в очках, с ружьём в автомобиле», «Наваждение», «Близнецы», «Право на любовь», «Общая терапия».
Принимал участие в шоу «Первого канала» «Король ринга», «Две звезды» (в паре с Натальей Подольской), «Лёд и пламень» (в паре с Маргаритой Дробязко).
Снимался в рекламном видеоролике пива «Столичное» («Хочешь, я угадаю, как тебя зовут?», 2001—2002) и других.
С 2014 года — ведущий на телеканале «Звезда», где со 2 ноября 2014 года по 15 сентября 2015 года вёл проект «Одень меня, ну, пожалуйста!», а с 15 сентября 2016 года ведёт программу «Легенды кино».
С 2022 года — актёр Государственного академического Малого театра в Москве.

### Личная жизнь
В декабре 2016 года, спустя десять лет тайных неофициальных отношений, Андрей Чернышов женился на артистке театра «Содружество актёров Таганки» Марии Добржинской (род. 1 июля 1984, Москва), вместе с которой несколько лет выступал в спектаклях «Сны идиотки» и «Любовь по понедельникам». Зарегистрировали брак в Грибоедовском ЗАГСе города Москвы. Обвенчались 12 января 2017 года в Греции. Медовый месяц провели на Кубе.
Сын — Николай (род. 2024).

## Творчество

### Роли в театре

#### Московский государственный театр «Ленком»
- «Две женщины»,
- «Королевские игры»,
- «Юнона и Авось»,
- «Безумный день, или Женитьба Фигаро»,
- «Мудрец»,
- «Варвар и еретик».

Малый театр
- Бурмин, «Метель» А.С. Пушкина (2022)
- Борис, «Летят журавли» В.С. Розова (2023)
- Камышев, «Мой нежный зверь» А.П.Чехова (2024)

#### Антрепризы
- «Сны идиотки», по пьесе Леонида Бочкова (режиссёр — Иванов) —
- «Дама и её мужчины…» (режиссёр — Андрей Житинкин; Творческое объединение «Дуэт») —
- «Дамочка, или Превратности любви», по мотивам произведений А. Аверченко (Театральное агентство «Арт-партнёр XXI») —
- «Не будите спящую собаку», по пьесе Дж. Пристли «Опасный поворот» (режиссёр — О. Шведова) — Чарльз Тревор Стэнтон
- «Безымянная звезда», по пьесе Михая Себастиана (реж. — Ольга Анохина) — Марин Мирою
- «Что случилось в зоопарке», по пьесе Эдварда Олби (режиссёр — Константин Максимов) —

### Фильмография
1. 1994 — Письма в прошлую жизнь —
2. 1997 — Воздыхание к Коломбине —
3. 1999 — Гармонист Суворов —
4. 2000 — 24 часа — Умар
5. 2000 — Маросейка, 12 (фильмы № 1 «Операция „Зелёный лёд“» и № 3 «Мокрое дело») — боец физзащиты / боец Заритовского
6. 2000 — Марш Турецкого (фильм № 8 «Ошейники для волков») — «Сизый», бандит
7. 2001 — Дама в очках, с ружьём, в автомобиле — Филипп
8. 2001 — Игры в подкидного — «Чернявый»
9. 2000 — 2001 — Дальнобойщики (3-я серия «Экспедитор») — врач службы медицинской скорой помощи (роль озвучивал Андрей Казанцев)
10. 2001 — Крот — водитель сотрудника ФСБ Виктора Сергеевича Копылова
11. 2001 — Марш Турецкого 2 (фильм № 6 «Заговор генералов») — «Сизый», бандит
12. 2001 — Московские окна — Воронцов
13. 2001 — На углу, у Патриарших-2 — Андрей
14. 2001 — Нина. Расплата за любовь —
15. 2002 — Две судьбы — Константин Уколов, возлюбленный Надежды Розановой
16. 2002 — Светские хроники — Степан Мулидин
17. 2002 — Линия защиты (серия № 8 «Ангелочек») — Валерий Козловский
18. 2002 — Поздний ужин с (новелла «Спортивный врач») —
19. 2002 — Свободная женщина — Николай Глаголев
20. 2002 — Притяжение — Федя Салтыков
21. 2003 — Лучший город Земли — Воронцов
22. 2003 — Нет спасения от любви — Петюня, продажный журналист
23. 2003 — Пан или пропал — Джузеппе Грассини, бывший любовник Евы
24. 2003 — Свободная женщина 2 — Николай
25. 2004 — Бальзаковский возраст, или Все мужики сво… — Иван Николаевич, сын Николая Ивановича, знакомого Сони
26. 2004 — Близнецы — Эдуард Кадков, преступник-рецидивист
27. 2004 — Затерянная в горах — Руслан
28. 2004 — Исцеление любовью (Украина) — Андрей Москвин, писатель
29. 2004 — Наваждение — Виктор
30. 2004 — Русское лекарство — Володя Савин
31. 2005 — Женская интуиция 2 (Украина) — Максим, друг Александра
32. 2005 — Варвар и еретик — итальянский субъект
33. 2005 — Право на любовь (Украина) — Александр Ларин
34. 2005 — Три талера (Беларусь) — Илья Крепин («Паук»)
35. 2005 — Форс-мажор — Курильский
36. 2006 — За всё тебя благодарю 2 (Украина) — Вадим
37. 2006 — Трое сверху — Эдик
38. 2006 — Карамболь — Витя Шторм, бывший муж Натальи, отец Петьки
39. 2006 — Шпионские игры (фильм № 5 «Тринадцатый сектор») — Артём
40. 2006 — Любовь и страхи Марии — Всеволод Соколов
41. 2007 — Давай поиграем (Украина) — Игорь Изотов
42. 2007 — Жажда экстрима (Украина) — Алексей
43. 2007 — Кавказ (Азербайджан, Россия) — Александр
44. 2007 — Она сказала «Да» (Украина) — Игорь
45. 2007 — Личная жизнь доктора Селивановой — Вадим Алексеевич
46. 2007 — Чужие тайны (Россия, Украина) — командир
47. 2008 — Адель — Шаталов
48. 2008 — Вопреки здравому смыслу (Россия, Украина) — Сергей Баринов, руководитель крупной строительной фирмы
49. 2008 — Колечко с бирюзой (Украина) — Игорь Карташов
50. 2008 — Моя старшая сестра (Украина, Россия) — Александр
51. 2008 — Общая терапия — Роман Григорьевич Заславский, врач отделения общей терапии
52. 2008 — Одна ночь любви — Пётр Каульбах (лже-Константин Романов)
53. 2008 — Ухня (новелла № 5 «Грабители») —
54. 2008 — Широка река (Россия, Украина) — Пётр Грабов
55. 2009 — Монро — Альберт
56. 2009 — Стерва для чемпиона — Алексей Топазов, боксёр
57. 2009 — Мужчина в моей голове — Андрей, бывший муж Алёны
58. 2009 — Ромашка, кактус, маргаритка (Украина) — Константин
59. 2010 — Вы заказывали убийство — Игнат Борисович Стрешнев, бывший офицер службы собственной безопасности одной из силовых структур, муж известного журналиста Любови Стрешневой
60. 2010 — Зимний сон — Вадим Евгеньевич Крикунов, владелец свадебного салона
61. 2011 — Далеко ли до Москвы? (не был завершён) —
62. 2011 — Маяковский. Два дня — Владимир Владимирович Маяковский, русский советский поэт
63. 2012 — Русская наследница — Сергей Алексеевич Шатров
64. 2012 — Земский доктор. Продолжение — Пётр Андреевич Нестеров
65. 2012 — Земский доктор. Жизнь заново — Пётр Андреевич Нестеров
66. 2012 — Ночь одинокого филина — Вадим Михайлович Белозёров, владелец ресторана
67. 2012 — Заключённый — Руслан
68. 2012 — Это моя собака — Юрий Куликов
69. 2013 — Земский доктор. Возвращение — Пётр Андреевич Нестеров
70. 2013 — Ледников — Валентин Аристархович Ледников, «сыщик вне закона», следователь прокуратуры в отставке, независимый журналист, консультант крупного печатного издания криминальной хроники
71. 2013 — Хуторянин — Сергей Петрович Краснов, бывший полковник российской армии, владелец собственного процветающего хутора на юге России, вдовец, отец малолетних Ивана и Ксении
72. 2013 — Сразу после сотворения мира — Алексей Плетнёв
73. 2013 — Одинокие сердца — Артём Николаевич Сычёв, временно исполняющий обязанности мастера цеха швейной фабрики «Комсомолка», бывший боксёр, освобождённый по УДО из тюремного заключения
74. 2014 — Мама в законе — Владимир Петрович Терентьев, полковник МВД, приёмный отец Алика
75. 2014 — Душа шпиона — Александр Фёдоров (агентурный псевдоним — Алекс Уилки), российский шпион в Англии
76. 2014 — Приключения маленьких итальянцев в России (другое название — «Элементарная любовь») / Amori Elementari (Италия / Россия) — Иван
77. 2015 — Полицейский участок — Олег Левашов, следователь по особо важным делам, муж майора полиции Полины Левашовой (после убийства мужа сменившей фамилию на Фомину)
78. 2015 — Непридуманная жизнь — Егор (Георгий) Яковлевич Кудрич, крупный чиновник советской торговли, начальник, учитель и любимый мужчина Екатерины Трапезниковой
79. 2016 — Маргарита Назарова — Константин Александрович Константиновский, цирковой артист, дрессировщик хищников, муж дрессировщицы тигров Маргариты Назаровой
80. 2016 — Преступление — Олег Иванович Самойлов, предприниматель, кандидат в мэры города
81. 2017 — Осиное гнездо — Максим Беляев, криминальный бизнесмен, жених Леры Мальцевой
82. 2017 — Хождение по мукам — Иван Лукич Сорокин, главнокомандующий Красной армией Северного Кавказа, командующий 11-й Красной армией
83. 2017 — Жених для дурочки — Пётр Градов
84. 2018 — Несокрушимый — Семён Васильевич Коновалов, капитан Красной армии, командир экипажа танка «КВ-1»
85. 2018 — Девочки не сдаются — Константин Бережной, пилот, командир пассажирского воздушного судна, муж Ларисы
86. 2018 — Анатомия убийства — Сергей Леонидович Карский, компьютерный гений и шахматист, сосед и друг семейства Самсоновых
87. 2018 — Верить и ждать — Герман Власов, инженер
88. 2018 — Моя звезда — Владимир Горский, продюсер
89. 2019 — Анатомия убийства 2 — Сергей Леонидович Карский, компьютерный гений и шахматист, автор детективных романов
90. 2019 — Дама треф — Павел Викторов, майор полиции, начальник ГУВД подмосковного города Валуева, муж Ксении
91. 2020 — Анатомия убийства 3 — Сергей Леонидович Карский, компьютерный гений и шахматист, автор детективных романов
92. 2020 — Жизнь прекрасна — Роман
93. 2021 — Анатомия убийства 4 — Сергей Леонидович Карский, компьютерный гений и шахматист, автор детективных романов
94. 2021 — Частная жизнь — Тимур Сергеевич Бойков, полковник, начальник отделения полиции в Калужанске, дядя капитана полиции Руслана Тимофеева, муж Гульнары Ренатовны Бойковой, друг Андрея Семёновича Иванова (Разумовского)
95. 2022 — Одиннадцать молчаливых мужчин — Пеппер

### Видеоклипы
- 2001 — «Талисман» (исполняет Барбара)
- 2001 — «Подари, берёзка» (исполняет Надежда Кадышева)
- 2001 — «Ты знаешь, что дальше, мама» (исполняет группа «Вода»)
- 2007 — «Перемирие» (исполняет группа Эталон)[7]
- 2016 — «Ревную я» (исполняет Елена Север)